# Postmaterializm
Postmaterializm – to według Ronalda Ingleharta ewolucja systemu wartości od wartości materialnych do wartości postmaterialnych. Manifestuje się to m.in. rozwojem różnych ruchów społecznych zorientowanych na walkę o prawa człowieka, np. ruchu alterglobalistycznego. W tym znaczeniu wartości materialistyczne są związane z warunkami materialnymi, poczuciem bezpieczeństwa socjalnego, braku zagrożenia, a postmaterialistyczne z możliwością samorealizacji, osiągnięcia sukcesu, wyrażania własnej opinii.

## Postmaterializm jako syndrom kulturowy
Inglehart wprowadził termin „postmaterializm” oznaczający syndrom kulturowy i obejmujący takie zjawiska, jak zastępowanie obyczajowości religijnej obyczajowością świecką, indywidualizm kosztem kolektywizmu, rezygnacja z pogoni za pieniędzmi i dobrami materialnymi na rzecz lepszej jakości życia, większej wrażliwości na prawa człowieka, dyskryminację i wyzysk ekonomiczny, zagrożenia społeczne i ekologiczne, jakie niesie globalizacja. Z kolei w sferze kultury politycznej „postmaterializm” przejawia się zanikaniem stabilnych więzi wyborców z partiami politycznymi, indywidualizacją aktywności politycznej, różnorodnością form ekspresji politycznej, czy powstaniem nowych ruchów społecznych. Postmaterializm zastępuje, zdaniem R. Ingleharta, wartości typowe dla epoki industrialnej, takie jak: dążenie do sukcesu materialnego, dyscyplina, hierarchia, tradycyjna obyczajowość i religia.

## Postmaterializm a stopień zamożności społeczeństwa
Inglehart postawił, a następnie sprawdził w empirycznych badaniach naukowych (prowadzonych w ramach World Values Survey), hipotezę dotyczącą różnic kulturowych w krajach zamożnych i biednych. 
W modelu analitycznym wyróżnił dwie, przeciwstawne, pary wartości:
- tradycyjne albo racjonalne
- zorientowane na przetrwanie albo zorientowane na indywidualną ekspresję

Wartości tradycyjne i zorientowane na przetrwanie charakteryzują się autorytaryzmem i respektem dla władzy, mentalnością religijną, dominacją społeczną i gospodarczą mężczyzn, niską skłonnością do angażowania się w sprawy publiczne, brak akceptacji dla przerywania ciąży i rozwodów, niski poziom zaufania społecznego, skłonność do surowego wychowania dzieci w duchu posłuszeństwa i religii.

Społeczeństwa i społeczności wyznające takie wartości przywiązują znacznie więcej wagi do zapewnienia egzystencji dla siebie i rodziny w sferze bezpieczeństwa ekonomicznego, niż do podnoszenia poziomu wiedzy, ochrony wartości i dóbr publicznych oraz dbanie o lepszą jakość życia. 
Postmaterializm charakteryzuje się wartościami kulturowymi będącymi przeciwieństwem wyżej wymienionych wartości.
Tak więc, według Ingleharta, religia zanika lub schodzi do sfery prywatnej w krajach ponowoczesnych, bogatych, o wysokim poziomie konsumpcji. Natomiast religia, rodzina i naród należą do przednowoczesnych wartości, typowych dla krajów słabo rozwiniętych, o niskim poziomie bezpieczeństwa egzystencjalnego.